# Mustasalo (ö i Norra Savolax, Kuopio, lat 62,80, long 27,85)
Mustasalo är en ö i Finland. Den ligger i sjön Kallavesi och i kommunen Kuopio i den ekonomiska regionen  Kuopio ekonomiska region  och landskapet Norra Savolax, i den centrala delen av landet, 300 km nordost om huvudstaden Helsingfors. Öns area är 22,3 hektar och dess största längd är 0,8 kilometer i öst-västlig riktning.